# MV Derbyshire
MV Derbyshire – największy brytyjski masowiec, jaki uległ katastrofie morskiej. 

## Historia
Statek zwodowano w 1976 r. i był to wówczas największy brytyjski 90-tysięcznik. O statku stało się głośno, gdy zatonął podczas tajfunu Orchid, we wrześniu 1980 r. w pobliżu Okinawy. Derbyshire z 44-osobową załogą, osiadł na głębokości 4200 m. 
Śledztwo mające na celu ustalenie przyczyn zatonięcia statku, uznane zostało za jedno z największych osiągnięć w dziedzinie detektywistyki morskiej. W czasie prac badawczych ukończonych w 1994 roku: nakręcono ok. 200 godzin filmów video, zdjęciami objęto powierzchnię dna 1500 x 1000 m, na której zidentyfikowano ok. 2500 części statku.
Na podstawie pierwszych analiz ustalono, iż statek zatonął na skutek utraty pływalności, co naruszyło (choć nie wykluczyło) pierwotną teorię mówiącą, że przyczyną zatonięcia statku była fala wyjątkowa. Dalsze badania były ukierunkowane na ustalenie, czy zatonięcie statku było winą człowieka. Ostatecznie dzięki zeznaniom jednego z byłych członków załogi, ustalono, że luki ładowni były zabezpieczane zawsze w ten sam sposób, nie pozwalający na ich otwarcie. Tym samym wykluczono błąd załogi. 
Oficjalne wyniki badań wykazały, że Derbyshire zatonął na skutek błędu w budowie. Woda dostała się przez odpowietrzenie do skrajnika dziobowego i pierwszej ładowni, czego skutkiem było przegłębienie na dziób i zmniejszenie efektywne wysokości dziobówki, co z kolei spowodowało porwanie pokryw ładowni przez fale, zalanie ładowni i nagłą utratę pływalności. Wadę w budowie stanowiły daszki od systemu odpowietrzającego, które pod wpływem masy wody, uległy wygięciu i oberwaniu, odsłaniając otwory w zalewanym wodą pokładzie. 
Od wyjaśnienia przyczyn zatonięcia "Derbyshire" drastycznie zaostrzono przepisy kontrolujące budowę i zabezpieczenia na dużych statkach transportowych. W 2001 roku Międzynarodowa Organizacja Morska wyprowadziła wniosek generalny dotyczący zapobiegania groźbie zalania dziobowych przedziałów statku towarowego.
Na każdym dłuższym statku, z nadbudówką na rufie należy wzmóc kontrolę wodoszczelności, zainstalować monitoring przecieków, kontrolować luzy pokryw lukowych, mieć niezawodną automatykę osuszania zęz ładowni, no i − co oczywiste − unikać żeglugi na wodach, co do których komunikaty meteo ostrzegają o sztormach.
Katastrofa statku jest przedmiotem filmu i obszernej księgi pt. "The loss of the m/v "Derbyshire", opublikowanych przez Sąd Admiralicji.